# Via Casilina
Via Casilina var en romersk väg som sammanband Rom med Casilinum, dagens Capua. Vägen lämnade Rom genom Porta Maggiore. På vägen till Casilinum passerade vägen bland annat orterna Colonna, Anagni, Monte Compatri, San Cesareo, Labico, Valmontone, Colleferro, Segni, Paliano, Anagni, Ferentino, Frosinone, Torrice, Ripi, Pofi, Ceprano, Arce, Colfelice, Roccasecca, Piedimonte San Germano, Cassino, San Vittore del Lazio, San Pietro Infine, Mignano Monte Lungo, Conca della Campania, Tora e Piccilli, Marzano Appio, Vairano Patenora, Teano, Calvi Risorta, Pignataro Maggiore samt Pastorano. Hela sträckan var ungefär 200 kilometer lång.
Vägen har fått sitt namn från den ort den ledde till, nämligen Casilinum.